# أليكس سيلفا (لاعب كرة قدم، مواليد 1994)
أليكس سيلفا (بالبرتغالية: Alex da Silva‏) (15 مايو 1994 في البرازيل - ) هو لاعب كرة قدم برازيلي في مركز الدفاع. لعب مع أتلتيكو مينييرو ونادي سبورت ريسيفه ونادي فيروفياريا.

## وصلات خارجية
- أليكس سيلفا (لاعب كرة قدم) على موقع قاعدة بيانات كرة القدم.إي يو (الإنجليزية)
- أليكس سيلفا (لاعب كرة قدم) على موقع Soccerway.com (الإنجليزية)